# Citice
Citice (starší český název Cidice, německy Zieditz) jsou obcí v okrese Sokolov v Karlovarském kraji. Žije zde 851 obyvatel.

## Historie
První písemná zmínka o obci pochází z roku 1370. Citice jsou zmiňovány v soupisu leuchtenberských lén. Německá literatura uvádí, že sídlo bylo založeno již ve 12. století, doklady o tom však chybí. Na počátku 15. století se stala obec součástí sokolovského panství Šliků, které po Bílé hoře, získali v roce 1622 Nosticové. V roce 1869 byly Citice pod názvem Cidice osada obce Dolní Rychnov, v roce 1880 pod názvem Cidice osada obce Tisová. Samostatnou obcí se staly Citice v roce 1885. Citice byly dlouho jen malou obcí, teprve po rozvoji těžby hnědého uhlí koncem 19. století a zejména na počátku 20. století se prudce zvýšil počet obyvatel.
V době od 30. září 1938 do května 1945 byly Citice součástí německé říše. Téměř všechny české rodiny byly evakuovány do vnitrozemí. Z českých obyvatel zůstalo v Citicích nadále asi 5 rodin, z nichž pouze dvě rodiny zůstaly českými občany. Ostatní čeští občané přijali německou národnost. Po konci druhé světové války se Češi vraceli do Citic.
Nová zástavba při pravém břehu Ohře, pochází z konce 50. let a počátku 60. let 20. století. Tu tvoří panelové domy, mateřská škola a objekty bývalého ředitelství dolu Přátelství. Po sloučení s dalšími dolovými podniky došlo k přejmenovaní na důl Pohraniční stráže.

### Hornictví
Výskyt hnědého uhlí v okolí Citic bylo známo dlouhou dobu. Již Agricola v 16. století uvádí pozemní ohně mezi Sokolovem a Chlumem, ke kterým dochází na výchozu uhelných slojí. Těmito požáry byl pověstný kopec nad Citicemi. S těžbou uhlí se začalo u Citic v polovině 19. století. V 50. letech 19. století zde začal těžit uhlí dolem Antonín místní sedlák a mlynář Ferdinand Fischer, po kterém byly doly později pojmenovány. Jak postupovala těžba do větších hloubek, neměli majitelé dolu, příbuzní Ferdinanda Fischera, dostatek finančních prostředků na instalaci výkonných čerpadel. Rozhodli se proto důl prodat. V sousedství dolu se nacházel důl Jakub. Za účelem koupě dolu došlo k založení těžařstva Dionýs, které však pravděpodobně uhlí nedolovalo. V roce 1886 koupil doly podnikatel Weinkauff a vytvořil těžařstvo Dionýs-Vavřinec a provoz dolu rozšířil. V roce 1877 došlo k vybudování třídírny. Tu spojil vlečkou s nově vybudovanou Buštěhradskou dráhou. V dubnu 1894 propukla celorevírní stávka, ke které se připojilo i osazenstvo Fischerova dolu. Dne 3. května 1894 se v blízkosti dolu se odehrál krvavý masakr. Četnictvo zahájilo střelbu do průvodu stávkujících horníků. Tři oběti hornické stávky připomíná pomník v obci.
V prostoru citického nádraží, kde býval starý důl Jakub, byl v roce 1896 otevřen hlubinný důl Felicián, který vlastnilo Citicko-habartovské hnědouhelné těžařstvo Citice. Z dolu se uhlí dopravovalo řetězovkou na třídírnu a odtud pak na nakládací rampu citického nádraží. Nejvyšší těžby ve výši 149.903 tun bylo dosaženo v roce 1913, potom už docházelo k postupnému poklesu výnosu dolu i počtu jeho horníků. Provoz byl úplně zastaven až v roce 1948. Zbytek uhelných zásob byl později vytěžen povrchově z lomu Medard ve Svatavě.
V letech 1902–1903 byla postavena nová třídírna o kapacitě 800 tun uhlí za směnu. Uhlí se nakládalo z třídírny přímo do železničních vagónů. V roce 1911 došlo k přeměně na společnost s ručením omezeným a změně názvu na Fischerovy lesklouhelné doly. Těžba se zvyšovala a v roce 1924 dosáhla roční těžby 163 357 tun. V polovině 20. let 19. století došlo k vytvoření akciové společnosti, kterou v roce 1929 zakoupili pražští Petschkové a začlenili ji do firmy Dolové a průmyslové závody, dříve Jan David Starck v Dolním Rychnově. V roce 1938 Petschkové likvidovali před hrozbou fašismu svůj důlní majetek v Československu. V březnu 1939 zakoupila akcie společnosti londýnská firma. Dne 7. 8. 1940 byly doly prohlášeny za nepřátelský židovský majetek, a roce 1941 zabaveny. Za okupace Československa pokračovala těžba se stoupající tendencí. Pracovali zde i váleční zajatci. Po osvobození Československa byl Fischerův důl znárodněn a dne 29. června 1947 přejmenován na důl Lidice.
K uzavření hlubinného dolu Lidice došlo v roce 1959. V březnu 1965 se začalo s demolicí bývalé třídírny dolu Lidice. Na místě staré třídírny byla vybudována drtírna uhlí s pásovým nakladačem uhlí do vagónů. Nová drtírna byla uvedena do provozu v prosinci 1965.

## Přírodní poměry
Obec se nachází v západní části Sokolovské pánve. Zástavba obce leží většinově při levém břehu řeky Ohře, nepatrnou částí při pravém břehu. Na limnigrafické stanici v Citicích je roční průměrný průtok Ohře 14,4 m³/s. Při katastrofální povodni v červenci 1954, při které byl zatopen lom Medard a částečně i citický důl Fischer, byl 11. července 1954 naměřen rekordní průtok 320 m³/s.
Povrchové i hlubinné dobývání hnědého uhlí změnilo celou okolní krajinu.

## Obyvatelstvo
Obyvatelé Citic pracovali až do počátku těžby uhlí převážně v zemědělství. Na východních a jižních svazích se pěstoval chmel. Určitou dobu poskytovala místním obyvatelům práci těžba železné rudy, která se v Citicích dobývala i propírala a následně dopravovala do rotavských železáren. Od přelomu 19. a 20. století již pracovala většina místních obyvatel v důlních provozech. Část obyvatel docházela za prací do sklárny v Dolním Rychnově, kde byla v roce 1854 zahájena výroba skla.
V roce 1889 byla postavena v Citicích německá obecná škola. Protože bylo v obci dostatek pracovních příležitostí, docházelo k přistěhování českého obyvatelstva z vnitrozemí. V říjnu 1918 byl počet obyvatel české národnosti přibližně tři stovky. Na přání českých obyvatel byla ve škole umístěna dvoutřídní česká menšinová škola. V letech 1922–1923 byla postavena budova nové české menšinové školy. Začátkem školního roku 1923/1924 v ní bylo zahájeno vyučování.
Při sčítání lidu v roce 1921 zde žilo 1 694 obyvatel, z nichž bylo 296 Čechoslováků, 1 379 Němců a 19 cizinců. K římskokatolické církvi se hlásilo 1 565 obyvatel, k evangelické církvi 21 obyvatel a 108 bylo bez vyznání.
| Rok            | 1869 | 1880 | 1890 | 1900  | 1910  | 1921  | 1930  | 1950  | 1961 | 1970 | 1980 | 1991 | 2001 | 2011 |
| -------------- | ---- | ---- | ---- | ----- | ----- | ----- | ----- | ----- | ---- | ---- | ---- | ---- | ---- | ---- |
| Počet obyvatel | 284  | 492  | 742  | 1 194 | 1 491 | 1 694 | 1 795 | 1 290 | 964  | 968  | 819  | 709  | 713  | 678  |
| Počet domů     | 41   | 58   | 64   | 93    | 102   | 111   | 153   | 182   | 201  | 139  | 128  | 140  | 146  | 156  |

| Rok            | 1869 | 1880 | 1890 | 1900  | 1910  | 1921  | 1930  | 1950  | 1961  | 1970  | 1980 | 1991 | 2001 | 2011 |
| -------------- | ---- | ---- | ---- | ----- | ----- | ----- | ----- | ----- | ----- | ----- | ---- | ---- | ---- | ---- |
| Počet obyvatel | 535  | 746  | 995  | 1 436 | 1 825 | 2 036 | 2 147 | 1 473 | 1 177 | 1 157 | 970  | 825  | 855  | 838  |
| Počet domů     | 81   | 100  | 107  | 131   | 147   | 157   | 204   | 237   | 201   | 183   | 167  | 185  | 192  | 206  |

## Části obce
- Citice
- Hlavno

## Doprava
Obcí prochází železniční trať číslo 140 se zastávkou v Citicích.
Kromě vlaku spojuje Citice s centrem Sokolova silnice, vedoucí z Kynšperku nad Ohří do Sokolova.

## Pamětihodnosti
- Pomník Citické stávky horníků v roce 1894, odhalený na návsi 20. července 1924 (kulturní památka)[15]
- Budova první české školy v okrese Sokolov, otevřená 2. září 1923
- Kostel Povýšení svatého Kříže

## Slavní rodáci
- Erich Kühnhackl - hokejista

## Fotogalerie

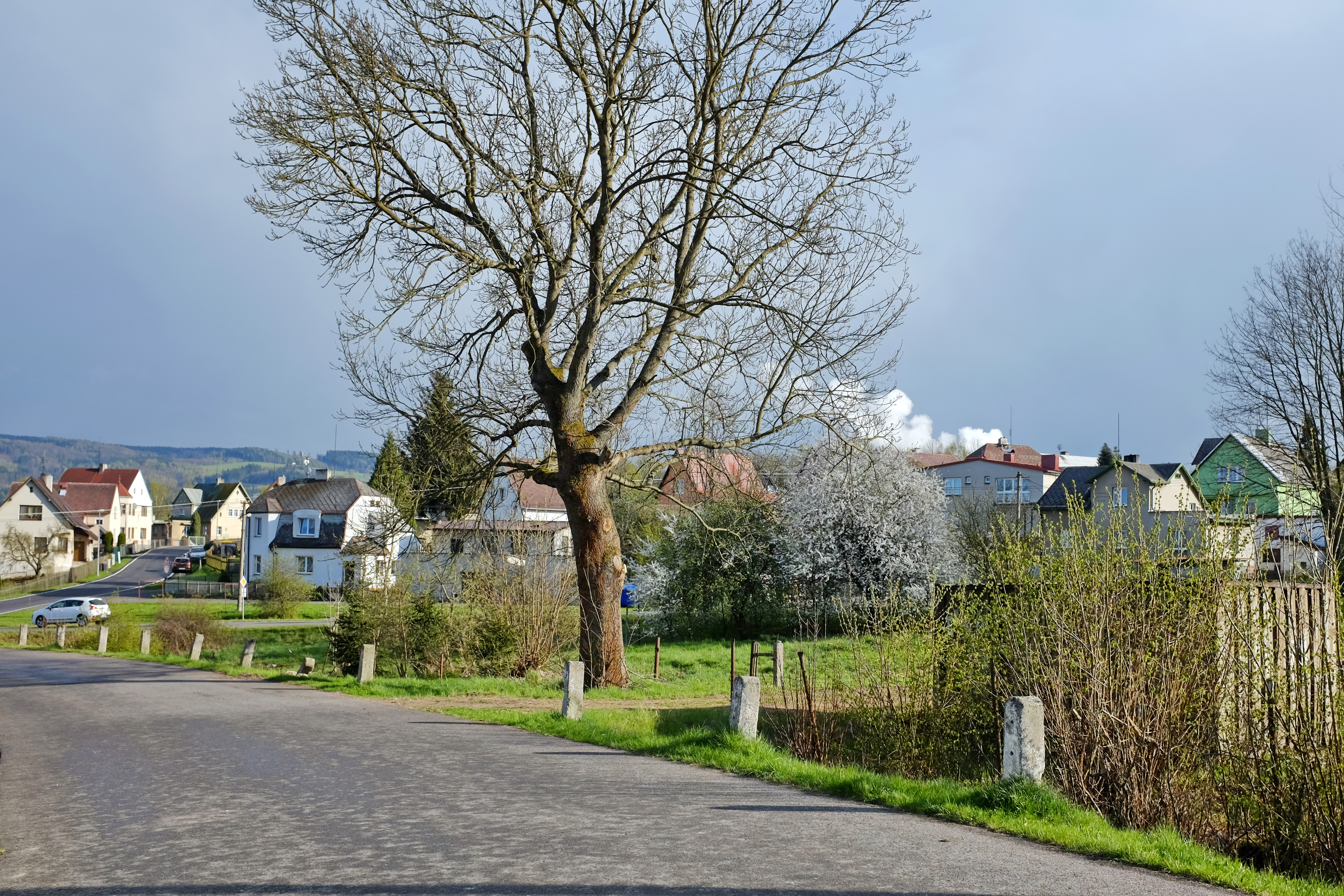
Pohled na obec od západu
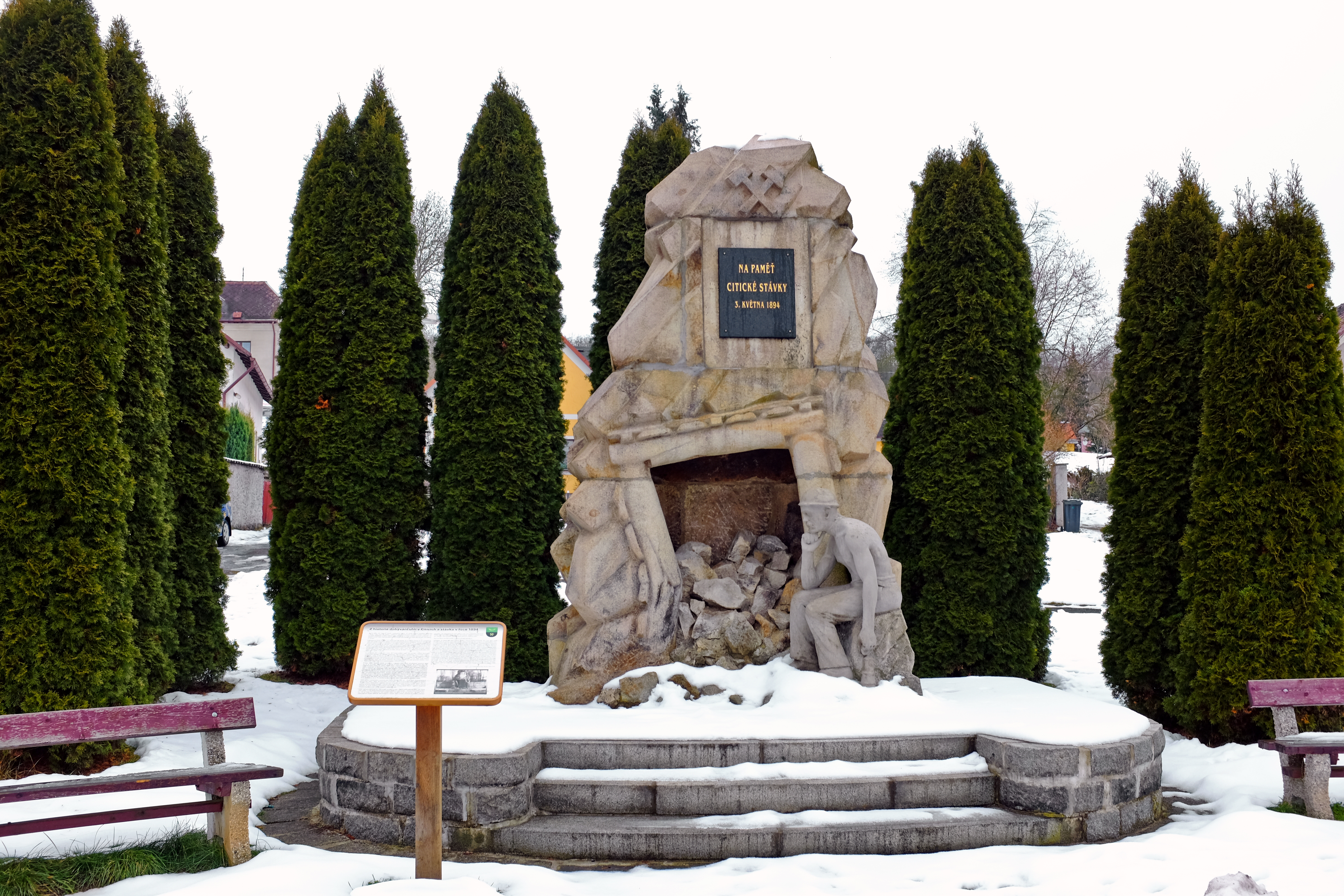
Pomník Citické stávky
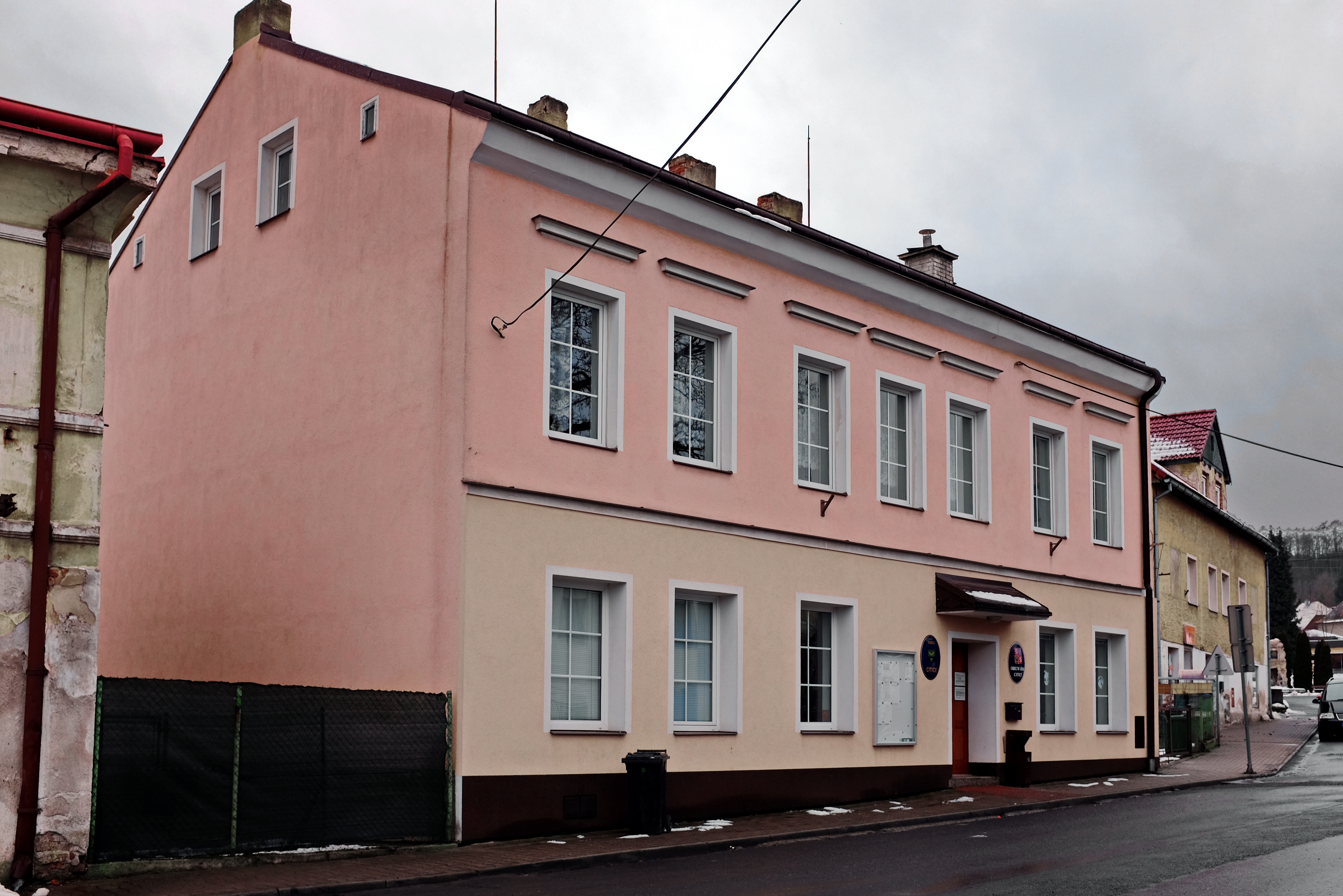
Obecní úřad
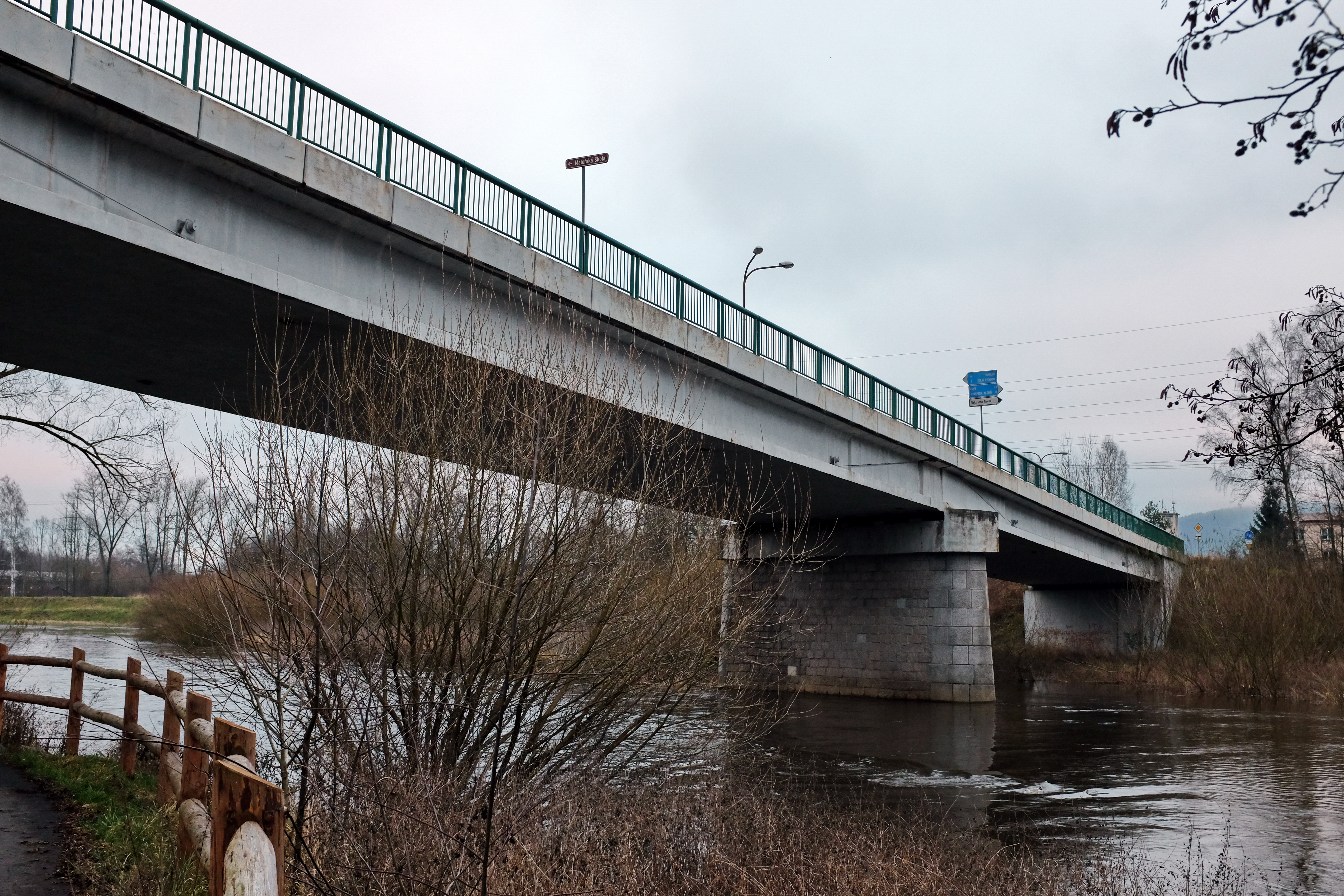
Most přes Ohři v Citicích
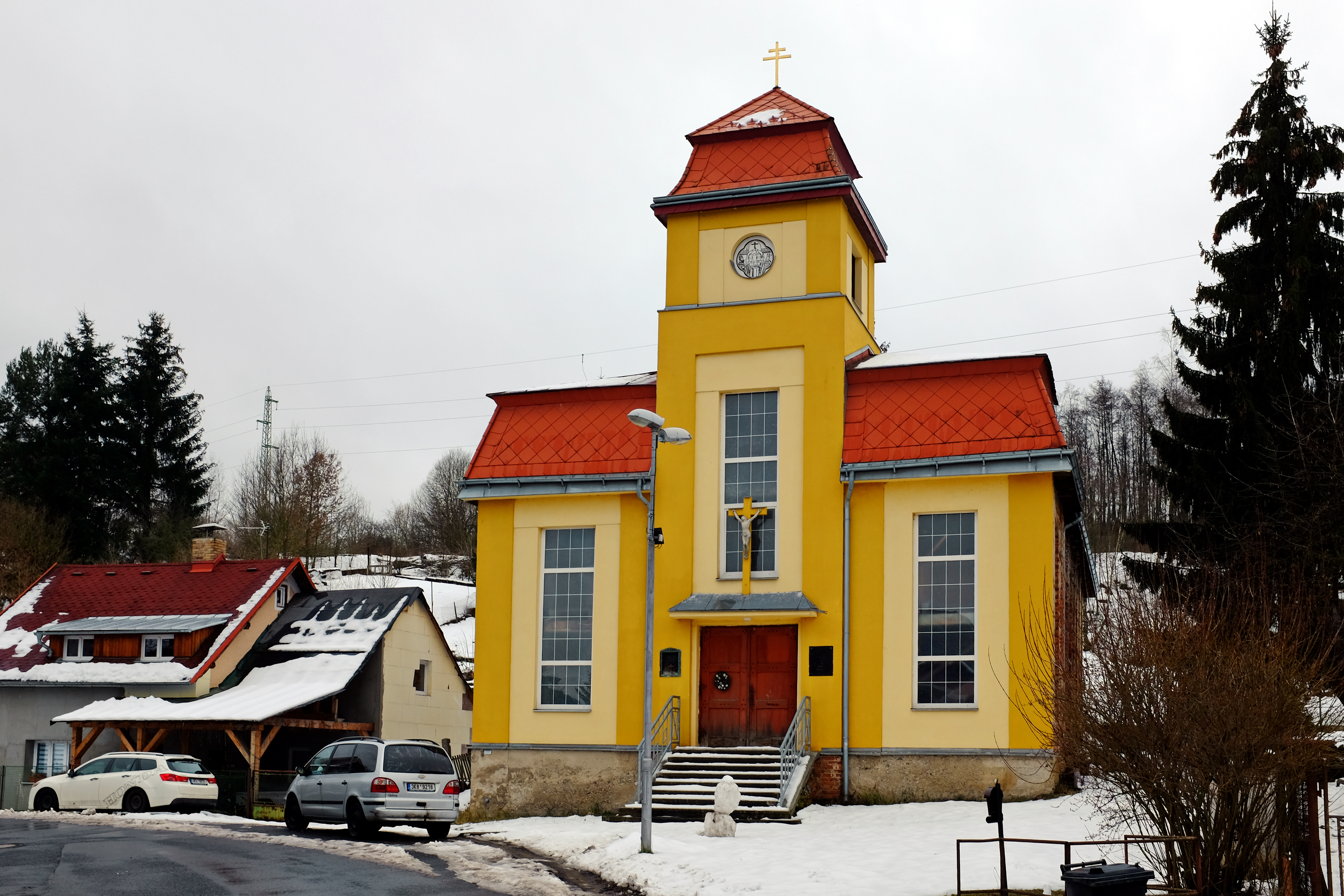
Kostel Povýšení svatého Kříže
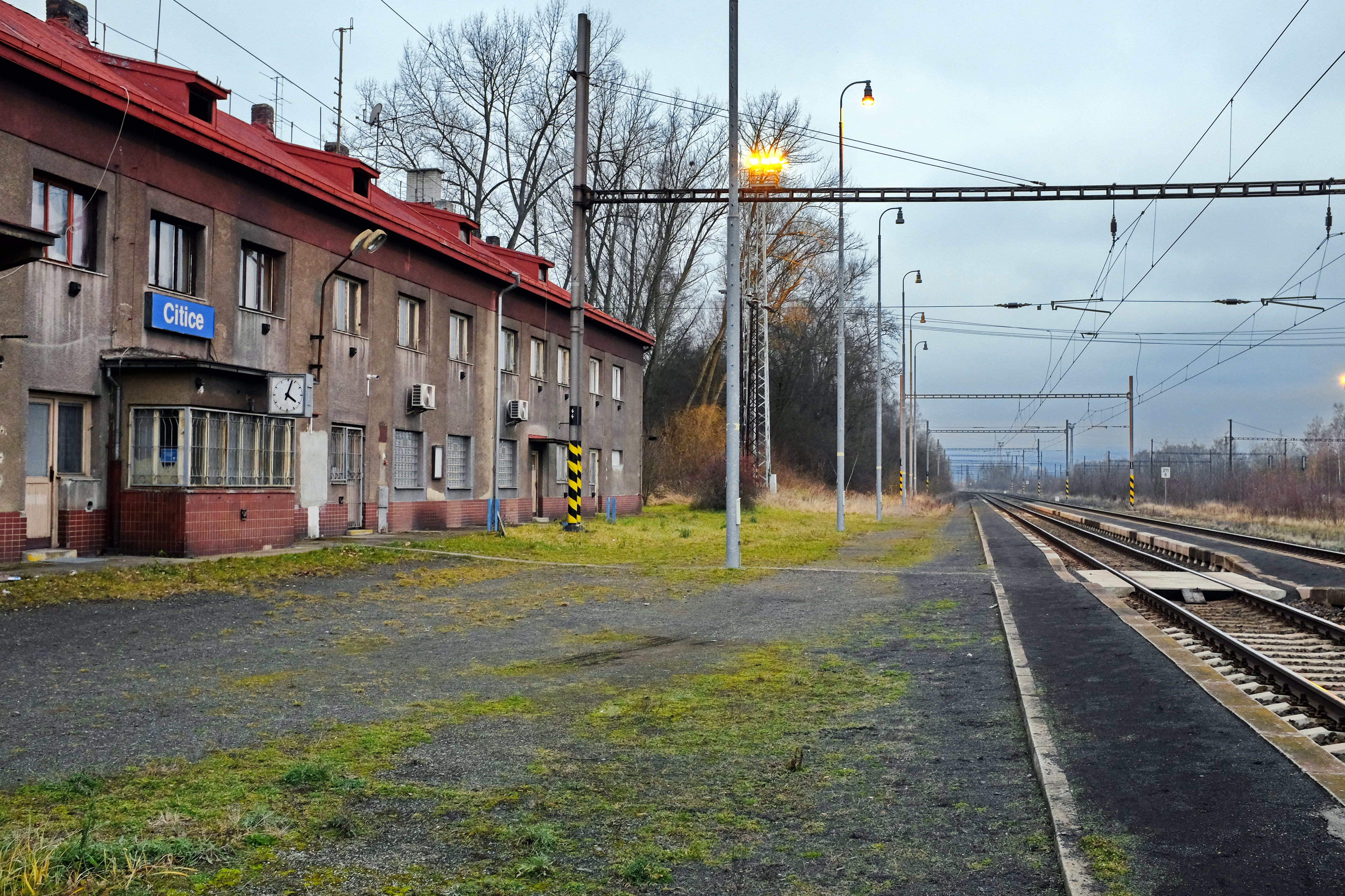
Vlaková stanice Citice
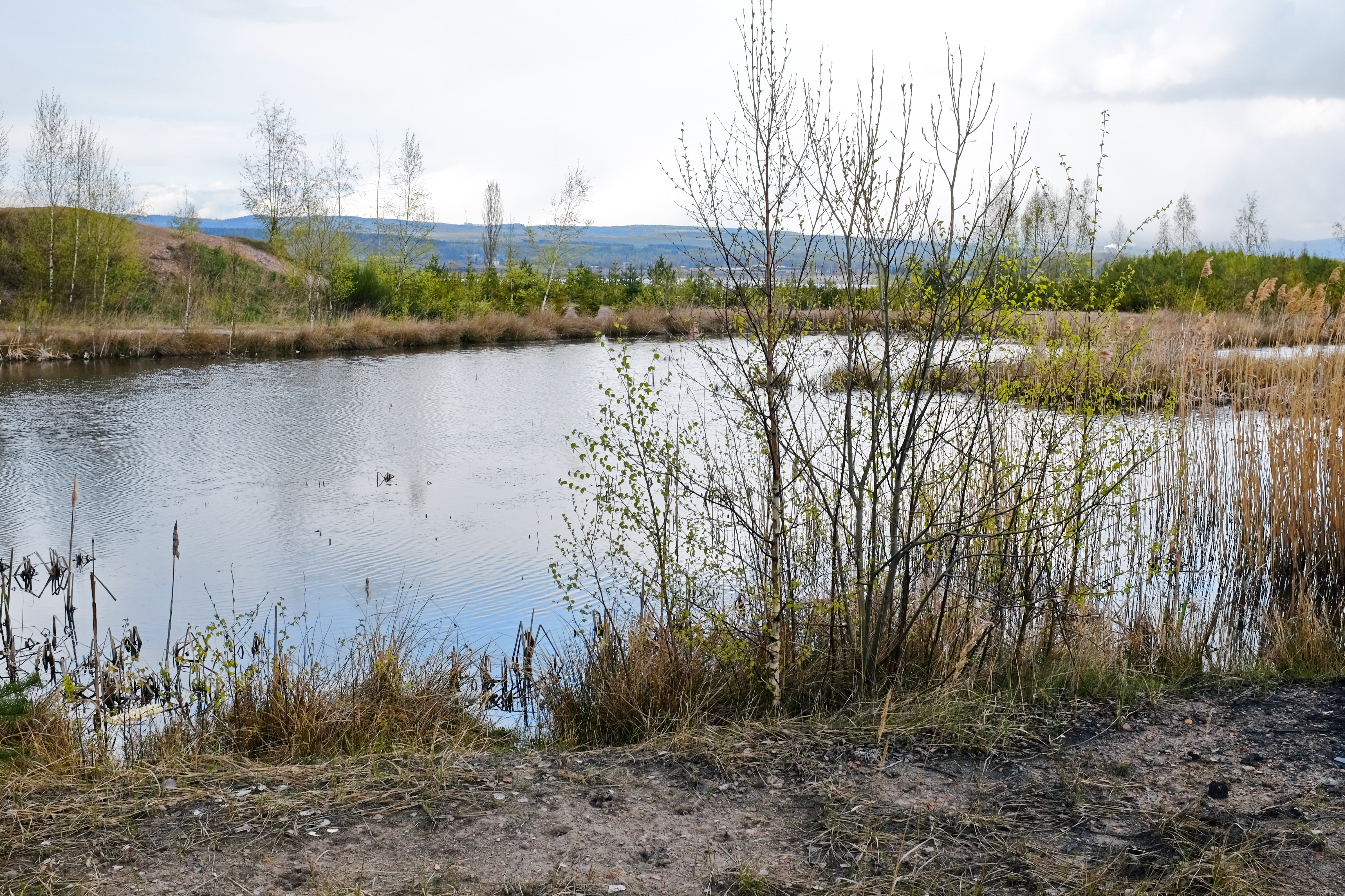
Jezírko na důlní výsypce